# التعليم العالي في تونس
في السنوات الأولى من الاستقلال، كان الاعتماد شبه كلي على إطار التدريس الأجنبي – الفرنسي على وجه الخصوص - ولكن ذلك لم يستمر، فقد استطاعت الدفعة الأولى من خريجي التعليم العالي أن تعوض تدريجياً جزءاً كبيراً من الإطار الأجنبي، مما جعل وزير التربية الفرنسي يرغب في انتداب مدرسين من تونس لمواد الرياضيات والفيزياء والعلوم الطبيعية بالنسبة للسنة الدراسية 2008-2009 وقد زار وفد من الكويت تونس لانتداب مدرسين للتعليم الثانوي بحيث إذا لم يتم الاستجابة لكامل العدد الذي يطلبونه لأصبحت المعاهد الثانوية بتونس في نقص شديد من المدرسين.
من هذا المنطلق، فإن تجربة التعليم بتونس تستحق التعرف عليها والاستفادة منها وإشراكها في مشاريع التنمية بالوطن العربي التي ظلت تتأرجح بين الانطواء على الذات وعدم الخروج عن القوالب الجامدة، من جهة بين التعسف على الواقع ونقل النموذج الأجنبي بأزهاره وأشواكه من جهة أخرى، فالمقاربة التي اعتمدت في تونس تمكنت من أن تجد طريقا وسطا يعتمد على تركيز شخصية الطالب على الثوابت الوطنية وخاصة فيما يتعلق باللغة العربية، على عكس ما يعتقده الكثير من أبناء الأقطار العربية، فالطالب يدرس في التعليم الأساسي جميع المواد العلمية والاجتماعية باللغة العربية على امتداد تسع سنوات يكون في نهايتها قد أتقن القواعد الأساسية للغة العربية ومع بداية المرحلة الثانوية يتلقى الطالب دروس الرياضيات والفيزياء والعلوم الطبيعية والتقنية باللغة الفرنسية وأحيانا باللغة الإنجليزية ليتوج دراسته بحصوله على الدبلوم المسمى بالباكالوريا والذي يمنح الحاصلين عليه الالتحاق بأي جامعة في العالم.
احتلت تونس المرتبة 79 في مؤشر الابتكار العالمي عام 2023.

## الشهادات الجامعية
1. شهادة الأستاذية (البكالوريوس): يتحصل الطالب على هذه الشهادة بعد أربع سنوات من حصوله على الباكالوريا وتخول له التدريس بالمعاهد الثانوية أو الجامعية عند الاقتضاء.
2. شهادة الدراسات المعمقة: يتحصل الطالب على هذه الشهادة بعد اجتيازه لاختبار الكفاءة في البحث العلمي وإنجازه مشروع بحث ومدة الدراسة سنتين.
3. شهادة الماجستير: تم إحداثها في السنوات القليلة الماضية وهي تعادل شهادة الدراسات المعمقة.
4. شهادة الدكتوراه: يشترط للحصول على هذه الشهادة نشر أبحاث في التخصص الدقيق عن طريق مجلات عالمية ومحكمة في أوروبا أو الولايات المتحدة الأمريكية ومن الملاحظ أن هذا الشرط غير معمول به في بعض الأقطار العربية التي يتم فيها الاكتفاء بنشر أبحاث في دوريات محلية.
5. التأهيل الجامعي: يحصل عليه الدكتور بعد نشره لعدد من الأبحاث في مجلات متخصصة ومحكمة.
6. أستاذية التعليم العالي: يشترط فيها إنجاز بحوث جديدة والإشراف على عدد من رسائل الماجستير والدكتوراه.

## رتب التدريس بالتعليم العالي
تختلف بعض المسميات عن المتعارف عليه بالجامعات السعودية حيث نجد:
1. مساعد: بشرط الحصول على شهادة الدراسات المعمقة أو ما يعادلها أي: محاضر حسب المعمول به بالمملكة العربية السعودية.
2. أستاذ مبرز يجب الحصول على شهادة التبريز يعني قريب من محاضر
3. أستاذ مساعد: يجب الحصول على الدكتوراه
4. أستاذ محاضر: يجب الحصول على التأهيل الجامعي أي أستاذ مشارك
5. أستاذ تعليم عال.

## المؤسسات الجامعية
يغطي التكوين الجامعي في تونس معظم التخصصات الموجودة في العالم وهو ما جعل الجامعة في تونس وجهة محبذة للعديد من الطلبة من جهات مختلفة بما في ذلك طلاب المملكة العربية السعودية الذين أصبحت أعدادهم في ازدياد في السنوات الأخيرة وتتوزع الجامعات في تونس كما هو مرفق بهذا التقرير.[بحاجة لمصدر]
| الجامعة | الجامعة                             | التأسيس | الولاية        | الطلبة (2009-2008) |
| ------- | ----------------------------------- | ------- | -------------- | ------------------ |
|         | جامعة الزيتونة                      | 737     | ولاية تونس     | 590 1              |
|         | جامعة تونس                          | 1960    | ولاية تونس     | 840 28             |
|         | جامعة قفصة                          | 1981    | ولاية قفصة     | 994 15             |
|         | جامعة صفاقس                         | 1986    | ولاية صفاقس    | 473 43             |
|         | جامعة سوسة                          | 1986    | ولاية سوسة     | 639 34             |
|         | جامعة قرطاج                         | 1988    | ولاية تونس     | 742 47             |
|         | الإدارة العامة للدراسات التكنولوجية | 1992    | عدة ولايات     | -                  |
|         | جامعة تونس المنار                   | 2000    | ولاية تونس     | 780 44             |
|         | جامعة منوبة                         | 2000    | ولاية منوبة    | 138 26             |
|         | جامعة قابس                          | 2003    | ولاية قابس     | 315 23             |
|         | جامعة جندوبة                        | 2003    | ولاية جندوبة   | 785 15             |
|         | جامعة القيروان                      | 2004    | ولاية القيروان | 960 15             |
|         | جامعة المنستير                      | 2004    | ولاية المنستير | 132 28             |

## انتداب المدرسين
تعتبر الوكالة التونسية للتعاون الفني الجهة القانونية الوحيدة التي يستطيع من خلالها كل معلم في التعليم العالي التعاقد مع أي جهة ترغب في انتدابه وتحرص الوكالة على أن يكون ملف كل مدرس مستوفيا لجميع الشروط وذلك بتوثيق جميع الشهادات والخبرات كما تقدم الوكالة وبدون أي رسوم جميع التسهيلات للراغبين في العمل خارج القطر التونسي بل إنها تواصل متابعتهم وحثهم على الالتزام الكامل بأنظمة وقوانين البلد المضيف وإعطاء صورة مشرفة عن إطار التعليم العالي بتونس وتعتبر المملكة العربية السعودية وجهة محبذة لدى العديد من المدرسين بتونس لإثراء تجربتهم العلمية والعملية، ومن التخصصات «المهمة» التي يمكن لأي جهة منتدبة أن تستفيد منها، نذكر:
1. الرياضيات بفرعيها النظري والتطبيقي
2. الفيزياء بجميع تخصصاتها.
3. الكيمياء العضوية والمعدنية.
4. العلوم الطبيعية والبيولوجية.
5. علوم الكمبيوتر
6. الإنجليزية
7. الفرنسية

غير أن بعض التخصصات لا يسمح لها بالخروج نظرا لحاجة البلاد إليها. ومن جهة أخرى فإن الوكالة التونسية للتعاون الفني، وهي جهة حكومية، تحرص على تسهيل مأمورية لجان الانتداب وذلك بتوفير ما تحتاجه لمقابلة المدرسين ومناقشتهم والتعرف عليهم قبل إبرام العقود.

## أنظر أيضاً
- التعليم في تونس

## روابط خارجية
- موقع وزارة التعليم العالي في تونس